# 南宁西站
南宁西站（原称坛洛站），位于中华人民共和国广西壮族自治区南宁市西乡塘区坛洛镇，是南昆客运专线上的高铁站，建于1995年，2016年5月15日正式开办动车组客运业务，中国铁路南宁局集团有限公司管辖。

## 車站周邊
- 群南小学

## 歷史
- 1995年启用。
- 2015年5月，原名坛洛站更名为南宁西站。[2]
- 2016年5月15日正式开办动车组客运业务。[3][4][5]

## 外部連結
- 中国铁路客户服务中心（页面存档备份，存于）